# Jorge de la Vega Domínguez
Jorge de la Vega Domínguez  (* 14. März 1931 in Comitán de Domínguez, Chiapas) war ein mexikanischer Politiker des Partido Revolucionario Institucional (PRI), der unter anderem zwischen 1977 und 1982 Handelsminister, von 1986 bis 1988 Präsident der PRI sowie zwischen 1988 und 1990 Minister für Landwirtschaft und Wasserressourcen war.

## Leben
Jorge de la Vega Domínguez begann nach dem Schulbesuch ein Studium der Wirtschaftswissenschaften an der Nationalen Autonomen Universität von Mexiko (UNAM), welches er 1958 mit einem Licenciado en economía beendete. Er war zeitweise Direktor der Wirtschaftshochschule am Nationalen Polytechnischen Institut (IPN) und zwischen 1961 und 1963 Präsident des Colegio Nacional de Economistas, der Berufsorganisation der Wirtschaftswissenschaftler. Ferner fungierte er als Berater der PRI-Präsidenten Alfonso Corona del Rosal (1958 bis 1964) und Carlos Alberto Madrazo Becerra (1964 bis 1965) sowie als Direktor und Bundesvorsitzender des zur PRI gehörenden Instituts für Politik-, Wirtschafts- und Sozialwissenschaften IEPES (Instituto de Estudios Políticos, Económicos y Sociales). Er war ferner Geschäftsführer der Kleinen Handelsbank (Banco de Pequeño Comercio) in Tampico.
Am 1. September 1964 wurde er für die PRI Mitglied des Abgeordnetenhauses (Cámara de Diputados), eine der beiden Kammern des Kongresses der Union (Congreso General de los Estados Unidos Mexicanos), und vertrat in diesem bis zum 31. August 1967 den Wahlbezirk „Chiapas 3“. Nachdem er von 1970 bis 1976 Generaldirektor der Nationale Gesellschaft für Volksunterhalt CONASUPO (Compañía Nacional de Subsistencias Populares) war, wurde er 1. Dezember 1976 als Nachfolger von Manuel Velasco Suárez Gouverneur des Bundesstaates Chiapas und bekleidete dieses Amt bis zu seiner Ablösung durch Salomón González Blanco am 9. Dezember 1977. Er selbst wurde daraufhin am 9. Dezember 1977 als Nachfolger von Fernando Solana Morales zum Handelsminister (Secretario de Comercio) in die Regierung von Präsident José López Portillo und bekleidete dieses Ministeramt bis zum 30. November 1982.
Am 9. Oktober 1986 löste er Adolfo Lugo Verduzco als Präsident der Institutionellen Revolutionären Partei (PRI) ab und übte diese Funktion bis zum 30. November 1988 aus, woraufhin Luis Donaldo Colosio seine Nachfolge antrat. Er selbst übernahm daraufhin am 1. Dezember 1988 als Nachfolger von Eduardo Pesqueira Olea in der Regierung von Präsident Carlos Salinas de Gortari das Amt als Minister für Landwirtschaft und Wasserressourcen (Secretario de Agricultura y Recursos Hidraúlicos) und übte dieses bis zu seiner Ablösung durch Carlos Hank González am 4. Januar 1990 aus. Er war zuletzt als Nachfolger von Alfredo Phillips Olmedo zwischen 1991 und seiner Ablösung durch Sandra Fuentes-Berain Villenave 1993 noch Botschafter in Kanada.

## Veröffentlichung
- Ideario de Jorge de la Vega Domínguez, PRI 1987

## Hintergrundliteratur
- Reunion de Trabajo con el coordinador del programa nacional de alimentacion, Jorge de la Vega Dominguez, Edicion de la Coordinacion de Informacion y Relacions Publicas del Senado de la Republica 1984
- Roderic Ai Camp: Mexican Political Biographies, 1935–2009, University of Texas Press, Austin 2011, ISBN 978-0-292-72634-5, S. 192 f.
- Jorge Castañeda: La herencia. Arqueología de la sucesión presidencial en México, Suma de Letras, 2001
- Manuel Quijano Torres: 200 AÑOS DE ADMINISTRACIÓN PÚBLICA EN MÉXICO. LOS GABINETES EN MÉXICO: 1821–2012, INAP 2012 (Memento vom 26. Januar 2022 im Internet Archive)